# Křepice (okres Znojmo)
Křepice (německy Krepitz) jsou obec v okrese Znojmo, v jihozápadní části Jihomoravského kraje. Obcí protéká Křepický potok. Žije zde 110 obyvatel.

## Název
Na vesnici bylo přeneseno původní pojmenování jejích obyvatel Křěpici. Jeho základem snad bylo praslovanské krępa - "suchá vyvýšenina nad močálem" a obyvatelské jméno by pak označovalo lidi bydlící na takovém místě. Nebo též mohlo být základem osobní jméno Křěpa (odvozeného od obecného křěpý - "silný") či (vzhledem k některým středověkým a raně novověkým zápisům s počátečním Ch-) Chřiepa (to od slovesa chřiepati - "chrápat") a pak by obyvatelské jméno znamenalo "Křěpovi/Chřiepovi lidé".

## Historie
Křepice náležejí mezi nejstarší osady okresu. Důkazem jsou archeologické nálezy „na Hradisku“ – území s neolitickými archeologickými nálezy. Bylo prozkoumáno Josefem Palliardim v 19. století. Později zde byly vykopány neolitické figurky.
První písemná zmínka o obci pochází z roku 1196 v zakládací listině louckého kláštera, kterému byly při založení darovány. V polovině 16. století se celé Křepice staly součástí želetického panství. Z roku 1685 je známá stará křepická pečeť, která měla uvnitř rádlo a po jeho pravé straně tři hvězdy a nápis: „Peczet Wubczy Krzepicz“.

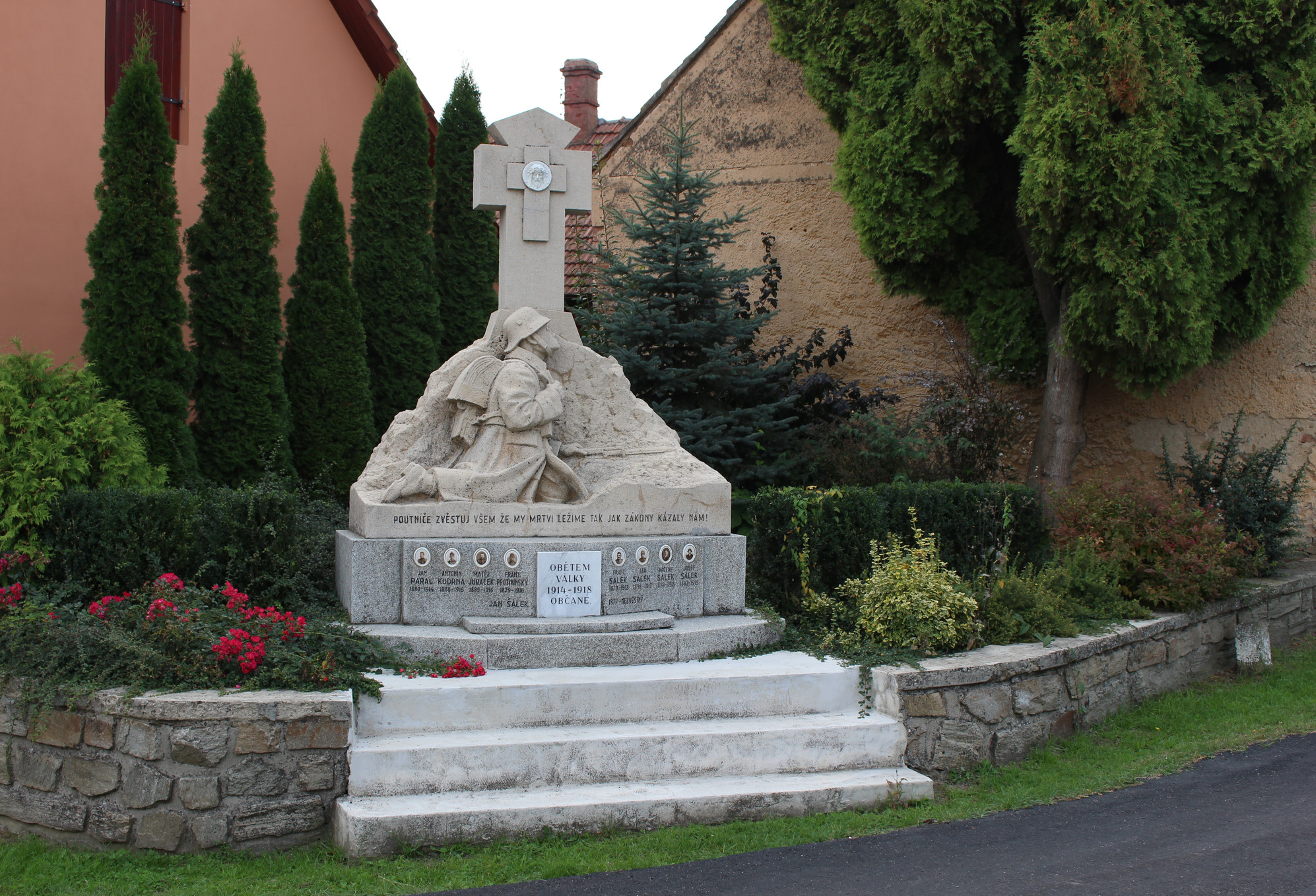
Pomník obětí první světové války

Architektonicky nejvýraznější stavbou je kaple Panny Marie Lurdské. Kaple byla v roce 1908 v rámci oslav jubilea císaře Františka Josefa I. přistavěna ke starší zvonici, ve které se zachoval zvon z 18. století. V roce 1899 byl v obci založen sbor dobrovolných hasičů. Obec vlastní historickou stříkačku z roku 1893.

## Současnost
V roce 1990 se Křepice osamostatnily od Běhařovic, prvním novodobým starostou byl zvolen Libor Kosour. V roce 1992 byl založen fotbalový klub Bayern Křepice. V letech 1993 až 2003 v obci fungovala mateřská škola, poté byla pro nedostatek dětí uzavřena. Po komunálních volbách v letech 1994 a 1998 byl zvolen starostou Jiří Bindr. Plynofikace obce se uskutečnila v roce 1999.
V roce 2002 byla na ustavujícím zasedání zastupitelstva zvolen starostou Zdeněk Brandl, v roce 2005 byla zahájena víceúčelového hřiště (pro tenis, nohejbal a volejbal).